# Вукелић
Вукелић је српско и хрватско презиме.
Једно је од најуобичајених презимена у Личко-сењској жупанији Хрватске.
Може се односити на следеће особе:
- Бранко Вукелић (1958–2013), политичар
- Бранко Вукелић (1904–1945), шпијун
- Милан Вукелић (1936–2012), фудбалер
- Весна Вукелић Венди (1971), певачица
- Вилијам Вукелић (1998), алпски скијаш